# 2000 في فرنسا
فيما يلي قوائم الأحداث التي وقعت خلال عام 2000 في فرنسا.

## أحداث
- 25 يوليو – الخطوط الجوية الفرنسية رحلة 4590

## سياسة

### تعيين في المنصب
- 28 مارس – لوران فابيوس وزير الاقتصاد والمالية والصناعة  [لغات أخرى]‏.

### انتهاء فترة المنصب
- 14 مارس – برنار كازنوف رئيس بلدية [الإنجليزية]‏.
- 30 مارس – لوران فابيوس رئيس بلدية [الإنجليزية]‏،نائب فرنسي.
- 27 أبريل – جان لوك ميلونشون عضو مجلس الشيوخ الفرنسي.

## رياضة
- 1 يناير – بطولة العالم لسباق الدراجات على الطريق 2000
- 1 يناير – دورة فرنسا المفتوحة 2000
- 1 يناير – سباق باريس روبيه 2000

## ظهور
- 1 يناير – بريسيمينيستير

## أفلام
من الأفلام التي صدرت هذه السنة في فرنسا:
- 1 يناير – الآخر من إخراج يوسف شاهين.
- 1 يناير – الرجل الذي بكى من إخراج سالي بوتر.
- 1 يناير – الرجل ذو النعل الذهبي من إخراج عمر أميرلاي.
- 1 يناير – تاكسي 2 من إخراج جيرار كراوزيك.
- 1 يناير – علي زاوا من إخراج نبيل عيوش.
- 1 يناير – موسم الرجال من إخراج مفيدة التلاتلي.
- 1 يناير – يو - 571 من إخراج Jonathan Mostow [الإنجليزية]‏.
- 14 مايو – كوز الذهب من إخراج جيمس أيفوري.
- 17 مايو – راقصة في الظلام من إخراج لارس فون ترايير.[1]
- 20 مايو – في مزاج للحب من إخراج وونغ كار واي.
- 19 أكتوبر – يا أخي، أين أنت؟ من إخراج جويل كوين، إيثان كوين.[2]

## برامج ومسلسلات وأنمي
- أرغاي الفارس النبيل
- لي غينيول دو لانفو

## مواليد

### يناير
- 1 يناير – توماس بدجاين كاتب سيناريو فرنسي.
- 1 يناير – جاسون كوتشاك

## وفيات

### يناير
- 1 يناير – ديفيد أليسون (مواليد 1873) لاعب كرة قدم إنجليزي.
- 14 يناير – ألفونس بودار (مواليد 1925)[3]
- 15 يناير – يفيس ماريوت (مواليد 1948) لاعب كرة قدم فرنسي.

### فبراير
- 11 فبراير – جاكلين أوريول (مواليد 1917) طيارة فرنسية.[4]
- 11 فبراير – روجر فاديم (مواليد 1928)[5]
- 20 فبراير – جان دوتو (مواليد 1928) درّاج طريق فرنسي.

### مارس
- 5 مارس – لولو فيراري (مواليد 1963) ممثلة إباحية فرنسية.[6]

### مايو
- 20 مايو – جان بيير رامبال (مواليد 1922)[7]
- 27 مايو – اندريه لاكومب (مواليد 1923) ممثل فرنسي.[8]

### يونيو
- 8 يونيو – جان شارل سورنيا (مواليد 1917) جراح فرنسي.[9]
- 9 يونيو – أميدي رولان (مواليد 1914) درّاج طريق فرنسي.
- 23 يونيو – فيليب شاترير (مواليد 1926) لاعب كرة مضرب فرنسي.[10]

### يوليو
- 17 يوليو – باسكال أودريه (مواليد 1936) ممثلة فرنسية.[11]
- 25 يوليو – كريستيان مارتي (مواليد 1946) طيار فرنسي.

### سبتمبر
- 2 سبتمبر – هاينز هارمل (مواليد 1906) عسكري ألماني.

### أكتوبر
- 6 أكتوبر – جوزيه كابانيس (مواليد 1922)[12]
- 17 أكتوبر – بيير مولن (مواليد 1906) كاتب فرنسي.[13]
- 17 أكتوبر – جورج غوسدورف (مواليد 1912) فيلسوف فرنسي.[14]

### نوفمبر
- 10 نوفمبر – جاك شابان دلماس (مواليد 1915)[15]
- 12 نوفمبر – فرانك بورسل (مواليد 1913)[16]
- 15 نوفمبر – روجر بيرفيت (مواليد 1907)
- 17 نوفمبر – لوي نيل (مواليد 1904) فيزيائي فرنسي.[17]
- 22 نوفمبر – تيودور مونو (مواليد 1902)[18]

### ديسمبر
- 17 ديسمبر – جيرار بلين (مواليد 1930)[19]